# Стулов, Владимир Сергеевич
Владимир Сергеевич Стулов (род. 13 декабря 1947, Ногинск, Московская область) — российский предприниматель, председатель совета директоров и председатель художественного совета ОАО «Павловопосадская платочная мануфактура», президент Союза «Народные художественные промыслы Московской области».
Лауреат Государственной премии и премии Правительства Российской Федерации, почетный академик Российской академии художеств.

## Биография
Родился в 1947 году Ногинске. Трудовую деятельность начал в 1963 году слесарем на швейной фабрике. Вскоре был призван в Советскую армию, был в составе войск, введённых в Чехословакию. После демобилизации некоторое время работал шофером на грузовой машине, затем учился в техникуме, по окончании которого стал работать в Москве на АЗЛК, где занимал должность инженера-технолога дефектовщика. Без отрыва от производства окончил вечернее отделение Московского института стали и сплавов по специальности «станки и инструменты» и в 1984 году окончил по специальности инженер-механик.
В конце 1980-х годов стал проявлять интерес к художественным промыслам. В 1996 году занял пост генерального директора ОАО «Павловопосадская платочная мануфактура», одного из российских предприятий, работающих в этой сфере, который занимал до марта 2012 года. Впоследствии продолжил направлять работу предприятия в роли председателя совета директоров.
Под руководством Стулова предприятие четырежды становилось лауреатом российской национальной премии «Лучшая работа года в области дизайна „Виктория“» за высокое качество выпускаемых платков и шалей. Платочные изделия трижды получали золотые дипломы Всероссийской программы-конкурса «100 лучших товаров России». В 2006 году предприятие было удостоено Национальной премии «Налогоплательщик года»
Ведет благотворительную деятельность, направленную на возрождение Русской православной церкви. При его непосредственном участии воссоздан иконостас в Никольском храме села Васютина Павлово-Посадского района Московской области и в Трапезной церкви Покровско-Васильевского монастыря в Павловском Посаде.

## Награды
- Медалью «В память 850-летия Москвы» (1997)
- Почетная грамота Министерства экономики РФ (1999)
- Почетная грамота Губернатора Московской области (2000)
- Государственной премии Российской Федерации за 1999 год в области искусства и архитектуры (2000) — во главе коллектива художников предприятия за коллекцию платков «Традиция и современность на грани веков».
- Почетный работник текстильной и легкой промышленности" (2007) — за большой вклад в развитие промышленности и многолетний добросовестный труд
- Благодарность Российской академии художеств и благодарственная грамота митрополита Крутицкого и Коломенского Ювеналия (2008) — за восстановление иконостаса в Никольском храме села Васютино (Павлово-Посадский район Московской облает)
- Премия Правительства Российской Федерации в области культуры (2009) — совместно с художником-модельером В. М. Зайцевым и главным художником платочного предприятия В. И. Зубрицким за создание коллекции моделей одежды и павловопосадских шалей «Истоки»[1]
- Знак Губернатора Московской области «За полезное» (2012)[2]
- Медаль «За жертвенные труды» III степени Московской Епархии РПЦ (2013)
- Почётный академик Российской академии художеств (2015)[3]
- Орден Святого благоверного князя Даниила Московского II степени (2015) — за помощь в восстановлении Покровско-Васильевского монастыря в Павловском Посаде.